# Нарадіпаті I
Нарадіпаті I (*бірм. ပထမ နာရာဓိပတိ, д/н — 17 червня 1700) — 31-й володар М'яу-У в 1698—1700 роках.

## Життєпис
Син Сандатурії I. Відомостей про нього мало. Внаслідок заколоту військових 1698 року прийшов до влади, чим відновив на троні раніше правлячу династію. Втім стикнувся з тими самими проблемами, що й попередники — всевладдя каман (палацової гвардії), фактично незалежність васальних племен на заході та півночі, напади грабіжницьких загонів з Ахому та Маніпуру.
Помер або був повалений каман 1700 року. Новим володарем став його троюрідний стрийко Сандавімала I.